# Vovnushki
Vovnushki (en ingusetio: Вӏо́внашке, lit. 'el lugar de las torres defensivas') es un complejo medieval de defensa y torres de vigilancia de Ingusetia, construido entre los siglos XII-XVIII. Es un monumento único de la arquitectura de Ingusetia, parte de la Reserva Estatal Histórica, Arquitectónica y Natural del Museo Dzheyrakh-Assinsky. Situado en el distrito montañoso de Dzheyrakhsky de la Ingusetia moderna. Las torres Vovnushki también se refieren tradicionalmente a las torres del clan de los ingusetios teip de Ozdoi. Las primeras descripciones confiables de Vovnushki pertenecen a principios del siglo XVIII.

## Descripción
Vovnushki es uno de los complejos de torres más llamativos y exóticos entre las estructuras defensivas de la antigua Ingusetia, construido entre los siglos XII-XVIII. El complejo defensivo constaba de dos castillos separados que una vez estuvieron conectados por un puente colgante y hoy el monumento Vovnushki comprende tres torres principales, dos de las cuales se encuentran en la cima de un acantilado y una en el acantilado opuesto. Las torres del complejo desde lejos llaman la atención, por su ubicación en el pintoresco desfiladero del río Guloyhi, en medio de impresionantes acantilados y crestas del Cáucaso. Las torres están construidas de piedra y parecen una extensión natural de las rocas en cuya parte superior están construidas. Son edificios de cuatro pisos con una forma piramidal truncada con techos planos y ventanas estrechas. Las paredes de barrera que bloquean el acceso a las torres están orgánicamente inscritas en el relieve natural de los acantilados inexpugnables.

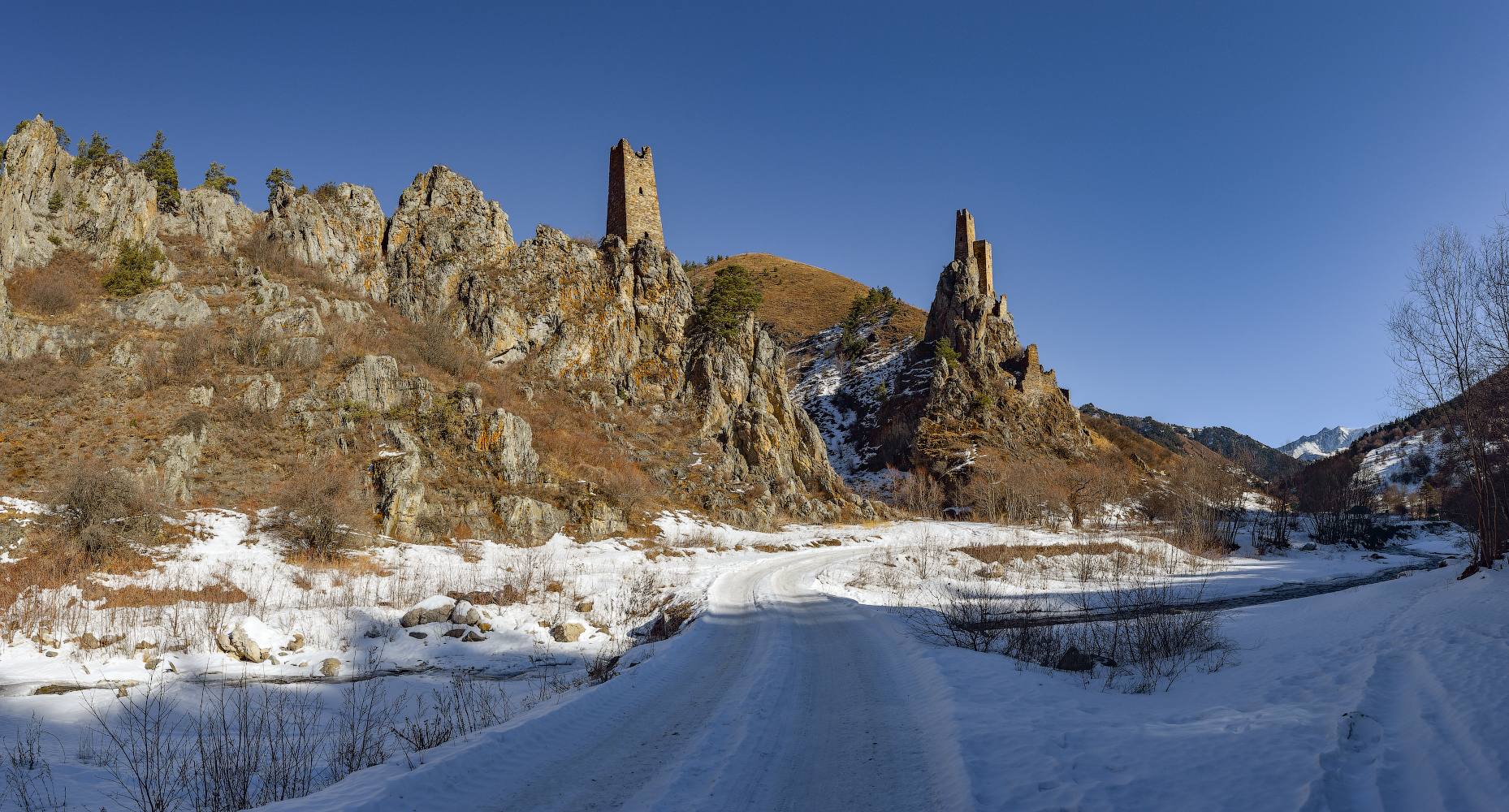
Vista general
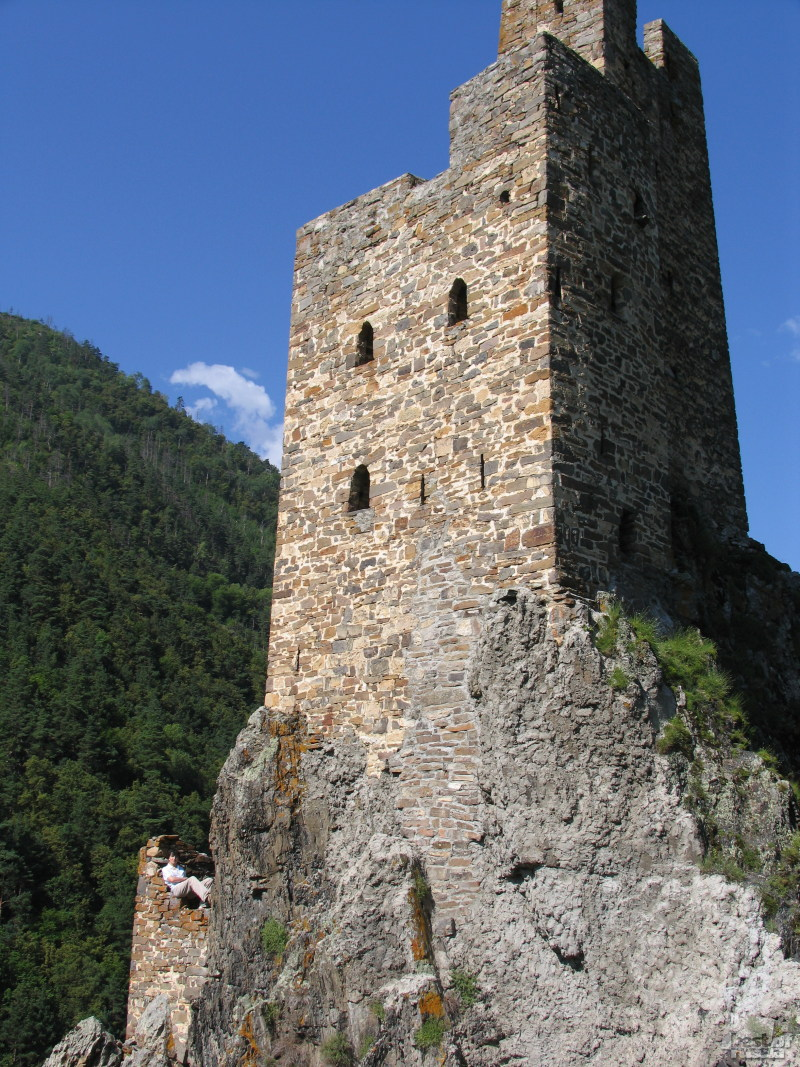
Torre del este
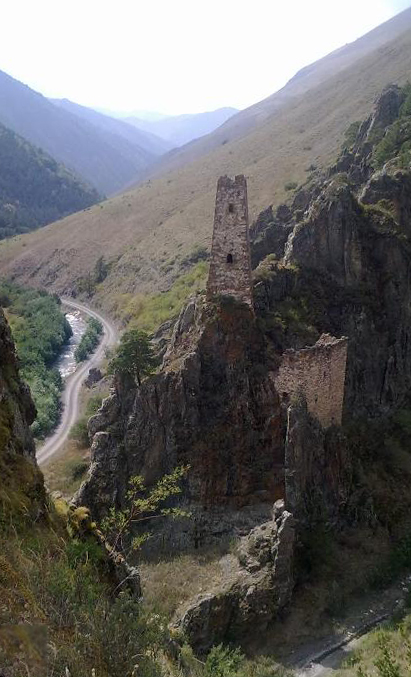
Torre del oeste
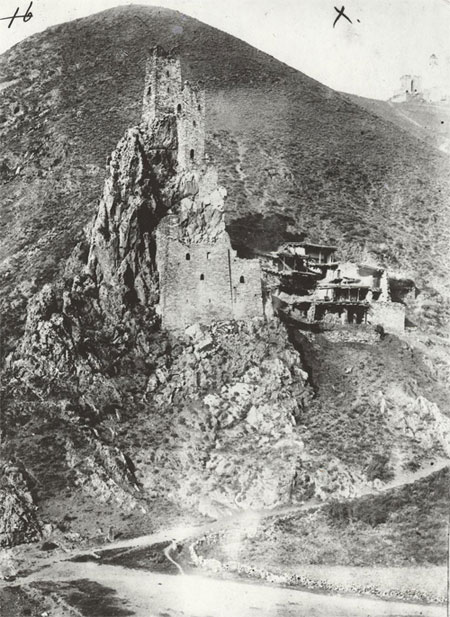
Fotografía de 1910

## Historia

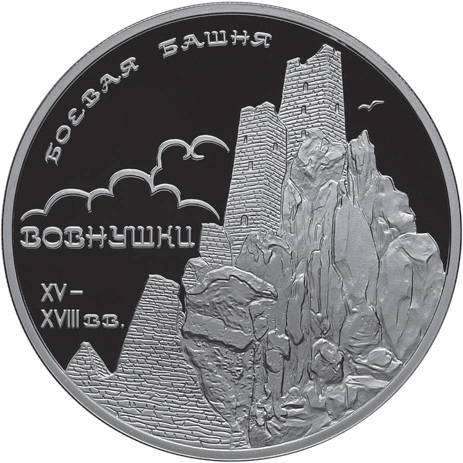
Vovnushki en una moneda conmemorativa del Banco de Rusia. Serie «Monumentos de la arquitectura». 2010

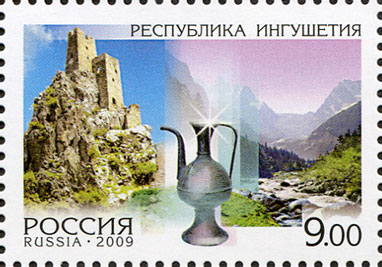
Vovnushki en el sello de correos ruso «República de Ingusetia», serie «Regiones». 2009

Se sabe muy poco sobre el momento de la construcción de las torres del complejo Vovnushki, pero se puede suponer con confianza que cada una de las torres se construyó dentro de un año, como las otras torres ancestrales de los Vainakhs. Conseguir la construcción de la torre dentro de 365 días se consideró obligatorio. Si durante el año no fuera posible terminar la construcción de la torre, entonces no se completaba, sino que se desmantelaba las piedras o se dejaba abandonada. El hecho en sí pone un punto de debilidad en la punta del edificio de la torre. Muchas leyendas están asociadas con los Warnow, pero una de ellas se asemeja a una historia real: una vez, durante un asedio de las torres, una mujer Vainakh salvó muchos bebés. Cuando una de las torres fue incendiada, ella arrastró las cunas con los niños, milagrosamente logró correr varias veces a lo largo de la cuerda que quedaba desde el puente colgante destruido por los enemigos entre las dos torres de Vovnushki.
En 2008, el complejo de torres de Vovnushki se convirtió en el finalista del proyecto del concurso Siete maravillas de Rusia', organizado por el periódico Izvestia, el canal de televisión Rossiya 1 y la estación de Radio Mayak.
En 2009, la imagen del complejo de la torre Vovnushki apareció en el sello ruso «República de Ingusetia» en la serie «Regiones».
En 2010, el Banco de Rusia, en la serie «Monumentos de arquitectura» de monedas conmemorativas de Rusia, emitió una moneda de plata con una circulación de 10 000 copias que representa una de las torres de vigilancia del complejo Vovnushki con un valor nominal de 3 rublos y un peso de 31.1 gramos.